# Jørgen Pedersen Gram
Pour les articles homonymes, voir Gram.
Jørgen Pedersen Gram est un mathématicien danois né le 27 juin 1850 à Nustrup (près de Haderslev) et mort le 29 avril 1916 à Copenhague.

## Biographie
Jørgen Pedersen Gram est le fils de l'agriculteur Peder Jorgensen Gram et de Marie Magdalene Aakjaer. En 1868, il étudie à Copenhague et en 1873 obtient son diplôme. L'année suivante, il écrit un article sur la théorie des invariants,
.
En 1875, il travailla pour la compagnie d'assurance Hafnia Insurance Company. En 1879, il obtient son doctorat et se maria. Après la mort de sa femme, il se remaria en 1896.
Gram travailla la majeure partie de sa vie dans le domaine des assurances, c'est ainsi qu'il fonda en 1884 son entreprise, Skjold. Il fut le président du conseil danois de l'assurance de 1910 à 1916 .
À partir de 1888, il fait partie de l'Académie des sciences danoise, dont il fut le trésorier. Le procédé de Gram-Schmidt fut énoncé en 1883 et en 1884, Gram reçut la médaille d'or de l'Académie pour un travail sur les nombres premiers.
Il mourut, heurté par un vélo, durant un trajet qui le menait vers l'Académie.